# Jacob van Lichtervelde
Jacob van Lichtervelde, heer van Koolskamp, Ardooie, Assebroek en Zwevezele, was een Vlaams ridder, raadsheer, diplomaat en kamerheer van de graven van Vlaanderen en Bourgondische hertogen. Hij was een belangrijke adviseur voor drie verschillende Bourgondische hertogen: Filips de Stoute, Jan zonder Vrees en Filips de Goede.

## Biografie
Jacob van Lichtervelde stamde af van een familie die reeds in de 12de eeuw tot de Vlaamse adel behoorde. Jacobs vader, Jan van Lichtervelde, heer van Ardooie, werd in 1349 en 1357 vermeld als schepen van het Brugse Vrije. Zijn broer, Roger, was burgemeester van Brugge tussen 1378 en 1379. Jacobs neef, ook Roger genaamd en heer van Lichtervelde, was een van de ondertekenaars van het verdrag in verband met de alliantie tussen Vlaanderen en Brabant van 3 december 1339. Een andere neef, Lodewijk van Lichtervelde en heer van Koolscamp was een van de raadsheren van Lodewijk van Male en zat meer dan 20 jaar in de grafelijke raad. Een derde neef van Jacob, ook Roger van Lichtervelde genaamd (zoon van Diedericx), werkte ook in de onmiddellijke omgeving van Lodewijk van Male als raadsheer en diplomaat.
Hij werd achtereenvolgens:
- Baljuw van Kortrijk (1391-1395)
- Schout en burchtheer van Antwerpen (8 februari 1395 -1397)
- Souverein-baljuw van Vlaanderen (9 februari 1396 -1404)[1]
- Raadsheer van Anton van Bourgondië, Hertog van Brabant (1404-1408)
- schout van Antwerpen en markgraaf van Rijen (1406-1408)
- Edele raadsheer aan de Raad van Vlaanderen (1409-1421)

Jacob van Lichtervelde was een van de voogden van Filips van Nevers, derde zoon van Filips de Stoute en vanaf 1411 behoorde hij tot de vaste entourage van de graaf van Charolais. Hij werd adviseur en raadsheer voor de regente Hertogin Michelle van Valois, en na haar dood, zelf een van de regenten van Vlaanderen (1420-1425).
Van Lichtervelde was ook actief als diplomaat, en onderhandelde ondertussen in het Scheldeconflict tussen Antwerpen en Mechelen in de jaren 1414-1416, bij de onderhandelingen die leidden tot de Vrede van Atrecht (1414), voor de totstandkoming van het handelsbestand met Engeland (1416), in het geschil tussen Brugge en het Brugse Vrije omtrent de handelsprivileges (januari 1419), en in de onderhandelingen omtrent de afkoop van het graafschap Namen (1421).
Hij stierf 31 maart 1431 en werd begraven in de Sint Martinuskerk te Koolskamp, waar zijn gotiek praalgraf in Doornikse steen is zichtbaar tot vandaag.
De grafmonument draagt de inscripties Die van Lichtervelde, Heeren van Coolscamp, Ridder die starf in't jaer 1431, den letsten dagh van Maerte.

## De affaire Verpeerenzone
In mei 1400 werd de Gentse burger en soldaat Lievin Verpeerenzone door Jacob van Lichtervelde (destijds souverein-baljuw van Vlaanderen) terechtgesteld, zonder de Gentse magistraat in het onderzoek te betrekken. De stad Gent betwistte het kordate optreden van de souverein-baljuw en op 14 augustus 1400 verbande deze met twee medestanders voor vijftig jaar uit het graafschap Vlaanderen. Aldus kwam het tot een open conflict tussen de stad en hertog Filips de Stoute, die nam het op voor zijn ambtenaar en verklaarde op 19 augustus 1400 de verbanning ongeldig. Het conflict leidde tot interventies van de Franse koning en het beheerste ook de vergaderingen van de Vier Leden van Vlaanderen.
Uiteindelijk eindigde het conflict op een status-quo. Om de zaak af te sluiten ontsloeg Filips de Stoute Jacob van Lichtervelde op 9 januari 1402 en stuurde hem op bedevaart naar het Heilige Land. Hij werd echter in zijn functie gerehabiliteerd op 1 oktober 1403 en bleef het ambt uitoefenen tot 11 augustus 1404.